# Conway Lake
Der Conway Lake ist ein 252 km² großer subglazialer See an der Gould-Küste des westantarktischen Marie-Byrd-Lands. Er liegt unter dem Whillans-Eisstrom.
Das Advisory Committee on Antarctic Names benannte ihn 2019 in Anlehnung an die Benennung des benachbarten Conway Ice Ridge. Dessen Namensgeber ist der US-amerikanische Geophysiker Howard B. Conway von der University of Washington, der von 1994 bis 1995 Studien am Siple Dome und von 1994 bis 1995 am Meserve-Gletscher betrieb sowie Teamleiter der Mannschaft war, welche von 2001 bis 2002 die glaziale Herkunft des Presseisrückens untersuchte.